# Микијев Забавник
Микијев Забавник је био специјално издање Политикиног Забавника. Микијев забавник је излазио једном седмично, у почетку понедељком, а касније средом, доносећи искључиво Дизнијеве стрипове; новије али и оне предратне. Штампан је од 1974. до 2001. године. Током санкција Дизнијевих јунака, он је био замењен Малим Забавником - бајком у стрипу (22 броја) да би у октобру 1994. године почео поново да излази. Престао је да излази марта 2001. године.

## Логотипи
Од 1974. до 2001. године, за тај часопис, bilo је седам прилично различитих логотипа. Први логотип часописа (чији је назив био стилизован као Микијев ЗАБАВНИК) је важио од 1974. до 1978. године, други логотип је важио од 1978. до 1981. године, трећи логотип је важио од 1981. до 1985. године, четврти логотип  (са новим стилизовањем назива: МИКИЈЕВ ЗАБАВНИК) је важио од 1985. до 1993. године, пети логотип је важио од октобра до новембра 1994. године, шести логотип је важио од новембра 1994. до 1996. године, а седми, уједно и последњи логотип је важио од 1996. до гашења листа 2001. године.

## Језичка издања
Микијев забавник успешно је пласиран у све делове бивше Југославије (пошто је Политика имала ексклузивна права на Дизнијеве креације за тај простор). На пример, тиражи на словеначком (до 1993) су прелазили 25.000. Објављиван је на српско-хрватској ијекавици штампан на латиници, и на српском, штампан у ћириличном писму. Лист је био цењен од стране љубитеља стрипа и сакупљан и читан на свим писмима и језицима у свим деловима земље.